# Route européenne 61
Pour les articles homonymes, voir E61 et Route 61.
La route européenne 61 (E61) est une route reliant Villach à Rijeka.

## Tracé

### Autriche
En Autriche, la route E61 se confond avec :
| (Auto)route | Tracé                      | Villes traversées | Routes européennes croisées |
| ----------- | -------------------------- | ----------------- | --------------------------- |
|             | Entre Villach et Rosenbach |                   |                             |

### Slovénie (avant Trieste)
En Slovénie, la route E61 se confond d'abord avec :
| (Auto)route | Tracé                      | Villes traversées | Routes européennes croisées |
| ----------- | -------------------------- | ----------------- | --------------------------- |
|             | Entre Hrušica et Ljubljana | Kranj             | à Podbrezje à Ljubljana     |
|             | Entre Ljubljana et Divača  | Postojna          | en commun                   |
|             | Entre Divača et Sežana     |                   | en commun                   |

### Italie
En Italie, la route E61 se confond avec :
| (Auto)route | Tracé                   | Villes traversées | Routes européennes croisées |
| ----------- | ----------------------- | ----------------- | --------------------------- |
|             | Entre Sežana et Trieste |                   | en commun                   |
|             | Entre Trieste et Pesek  |                   |                             |

### Slovénie (après Trieste)
En Slovénie, la route E61 revient par :
| (Auto)route | Tracé                        | Villes traversées | Routes européennes croisées |
| ----------- | ---------------------------- | ----------------- | --------------------------- |
| 7           | Entre Krvavi Potok et Starod | Kozina            |                             |

### Croatie
En Croatie, la route E61 se confond avec :
| (Auto)route | Tracé                | Villes traversées | Routes européennes croisées |
| ----------- | -------------------- | ----------------- | --------------------------- |
|             | Entre Pasjak et Rupa |                   |                             |
|             | Entre Rupa et Rijeka | Matulji           | depuis Matulji à Rijeka     |